# Alloglobigerinoides
Alloglobigerinoides, en ocasiones erróneamente denominado Alloglobigeninoides, es un género de foraminífero planctónico considerado un sinónimo posterior de Globigerinoides de la subfamilia Globigerininae, de la familia Globigerinidae, de la superfamilia Globigerinoidea, del suborden Globigerinina y del orden Globigerinida. Su especie tipo es Globigerina conglobata. Su rango cronoestratigráfico abarcaba desde el Messiniense superior (Mioceno superior) hasta la Actualidad.

## Descripción
Alloglobigerinoides incluye especies con conchas trocoespiraladas, globigeriniformes, de trocospira baja a ligeramente alta; sus cámaras son subglobulares u ovaladas aplastadas radialmente, creciendo en tamaño de manera rápida; sus suturas intercamerales son incididas y rectas; su contorno ecuatorial es subcuadrado y lobulado; su periferia es redondeada; su ombligo es moderadamente amplio; su abertura principal era interiomarginal, umbilical (intraumbilical), con forma de arco bajo muy alargado, y rodeada por un estrecho labio; presentan pequeñas aberturas suplementarias suturales en el lado espiral, situadas en el contacto entre la espira y las suturas radiales, pudiendo la abertura suplementaria de la última cámara ser tan grande como la principal; presentan pared calcítica hialina, macroperforada con poros en copa, y superficie punteada y espinosa (con bases de espinas).

## Discusión
El género Alloglobigerinoides no ha tenido mucha difusión entre los especialistas. La especie tipo de Alloglobigerinoides es generalmente incluida en el género Globigerinoides, por lo que a efecto prácticos Alloglobigerinoides es considerado un sinónimo subjetivo posterior. No obstante, representa la culminación de uno de los linajes de Globigerinoides de tipo-A (altiapertura → obliquus → extremus → conglobatus), y su nombre podría extenderse para agrupar a todo este linaje.

## Ecología y Paleoecología
Alloglobigerinoides, como Globigerinoides, incluye especies con un modo de vida planctónico, de distribución latitudinal tropical-subtropical, y habitantes pelágicos de aguas superficiales (medio epipelágico).

## Clasificación
Alloglobigerinoides incluía a la siguiente especie:
- Alloglobigerinoides conglobatus